# Rhinecanthus
A Rhinecanthus a sugarasúszójú halak (Actinopterygii) osztályának gömbhalalakúak (Tetraodontiformes) rendjébe, ezen belül az íjhalfélék (Balistidae) családjába tartozó nem.

## Tudnivalók
A legtöbb Rhinecanthus-faj előfordulási területe az Indiai-óceán, a Csendes-óceán vagy mindkettő. A Picasso-hal (Rhinecanthus aculeatus) az Atlanti-óceán keleti felén is fellelhető. Méretük fajtól függően 16,5-30 centiméter között mozog.

## Rendszerezés
A nembe az alábbi 7 faj tartozik:
- mélytengeri Picasso-hal (Rhinecanthus abyssus) Matsuura & Shiobara, 1989
- Picasso-hal (Rhinecanthus aculeatus) (Linnaeus, 1758)
- vöröstengeri Picasso-hal (Rhinecanthus assasi) (Forsskål, 1775)
- mauriciusi Picasso-hal (Rhinecanthus cinereus) (Bonnaterre, 1788)
- félhold Picasso-hal (Rhinecanthus lunula) Randall & Steene, 1983
- ékfoltos Picasso-hal (Rhinecanthus rectangulus) (Bloch & Schneider, 1801)
- feketehasú Picasso-hal (Rhinecanthus verrucosus) (Linnaeus, 1758)

## Képek

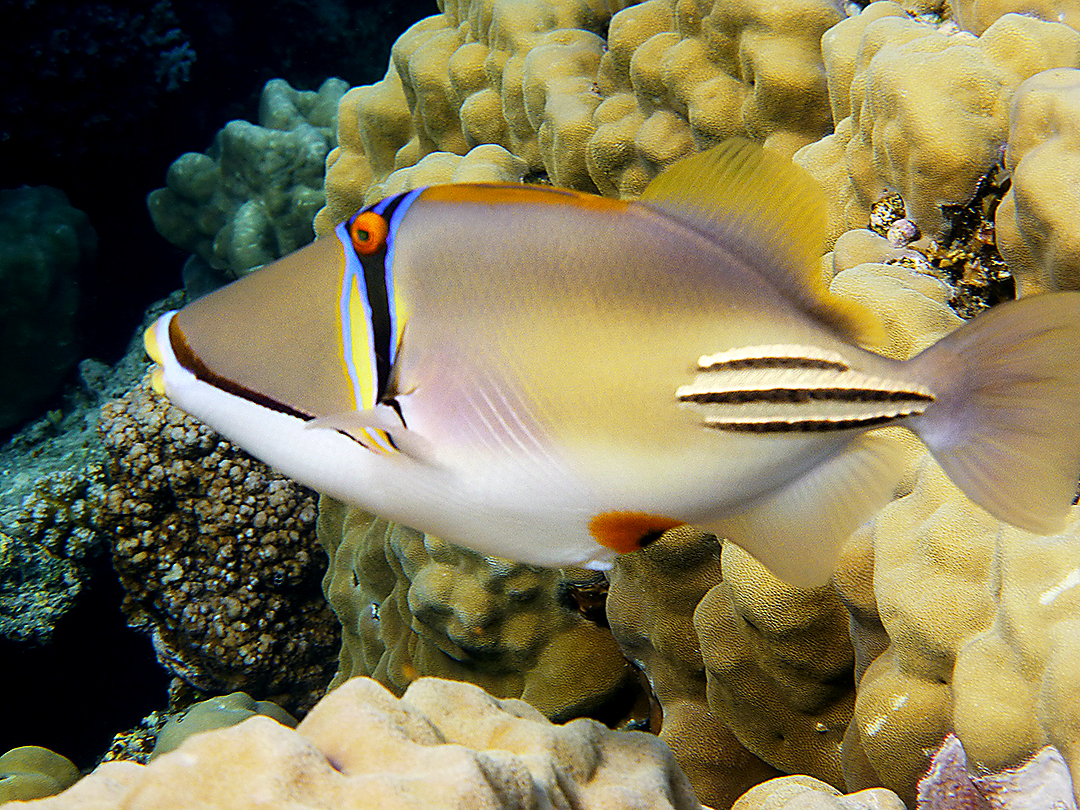
Rhinecanthus assasi
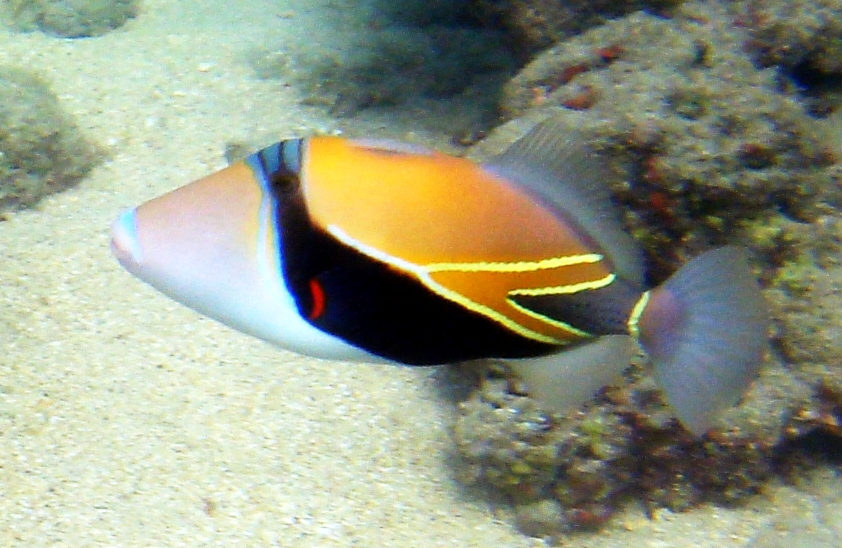
Rhinecanthus rectangulus
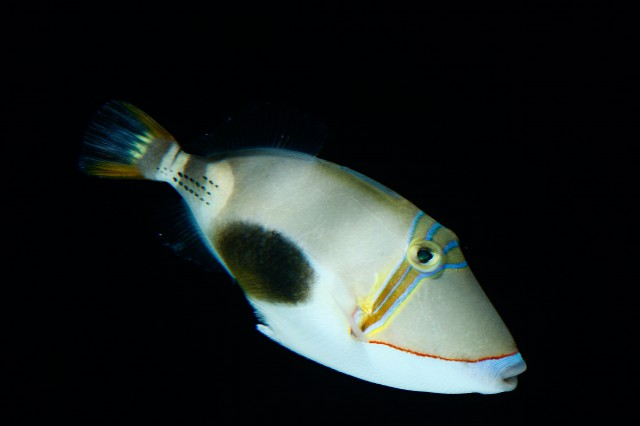
Rhinecanthus verrucosus